# Offensive d'Akachat
Seconde guerre civile irakienne
L'offensive d'Akachat a lieu pendant la seconde guerre civile irakienne.

## Déroulement
Le 16 septembre 2017, l'armée irakienne ainsi que les Hachd al-Chaabi lancent une offensive dans la région d'Akachat, localité située au sud de la vallée de l’Euphrate et à proximité de la frontière irako-syrienne, dans le but de chasser l'État islamique,. Le même jour, les forces irakiennes reprennent la ville d'Akachat aux mains de l'État islamique,.